# Ciągle szukam drogi
Ciągle szukam drogi – czwarty studyjny album zespołu Universe wydany w 1993 roku przez ESKA Records.
Album ukazał się po udanym występie grupy na Krajowym Festiwalu Piosenki Polskiej w Opolu 1993, gdzie wykonał utwór „To był maj” i zajął trzecie miejsce. Rok wcześniej Universe zdobył pierwsze miejsce w konkursie premier piosenką "Daj mi wreszcie święty spokój".

## Lista utworów
| 1.  | "To był maj"                                                 |  |
|     | - muz. i sł. Mirosław Breguła                                |  |
| 2.  | "Diabelska muza"                                             |  |
|     | - muz. i sł. Mirosław Breguła                                |  |
| 3.  | "Ile lat trzeba iść"                                         |  |
|     | - muz. Mirosław Breguła, sł. Mirosław Bochenek               |  |
| 4.  | "Wśród ludzi go znajdę"                                      |  |
|     | - muz. Mirosław Breguła, sł. Mirosław Bochenek               |  |
| 5.  | "Kocham Cię Ojcze"                                           |  |
|     | - muz. i sł. Mirosław Breguła                                |  |
| 6.  | "Znowu będzie jazz"                                          |  |
|     | - muz. i sł. Mirosław Breguła                                |  |
| 7.  | "Daj mi wreszcie święty spokój"                              |  |
|     | - muz. i sł. Mirosław Breguła                                |  |
| 8.  | "Już mam Cię dość"                                           |  |
|     | - muz. i sł. Mirosław Breguła                                |  |
| 9.  | "Nie będę sam"                                               |  |
|     | - muz. i sł. Adam Lakota                                     |  |
| 10. | "Proste słowo - miłość"                                      |  |
|     | - muz. i sł. Mirosław Breguła                                |  |
| 11. | "Inny ktoś"                                                  |  |
|     | - muz. Mirosław Breguła, sł. Bogdan Olewicz                  |  |
| 12. | "Ciągle szukam drogi"                                        |  |
|     | - muz. i sł. Mirosław Breguła                                |  |
| 13. | "Dokąd uciec chcesz"                                         |  |
|     | - muz. Mirosław Breguła i Henryk Czich, sł. ks. Jerzy Szymik |  |

## Twórcy
- Mirosław Breguła − aranżacje, śpiew, chórki, gitara akustyczna, gitara solowa (utwór 10), syntezatory (utwór 12), organy hammonda (utwory: 9, 12), fortepian (utwór 12)
- Henryk Czich − śpiew, chórki, syntezatory, fortepian (utwór 5)
- Dariusz Kozakiewicz - gitara solowa (utwory: 7, 12)
- Andrzej Urny - gitara solowa (utwory: 1, 5, 9)
- Michał Kuczera - gitara solowa (utwory: 2, 6) i gitara "kolorowa" (utwory: 1, 3, 8, 9)
- Jerzy Kawalec - gitara basowa
- Kuba Majerczyk - perkusja
- Adam Baka - gitara basowa (utwory: 2, 6), perkusja
- Stefan Sendecki - syntezatory (utwory: 2, 7)
- Adam Lakota - śpiew
- Piotr Lakota - śpiew, chórki, saksofon
- Dymitr Czabak - fletnia pana
- Antoni Kreis - harmonijka ustna (utwór 10)
- Rafał Paczkowski - reżyser dźwięku
- Zbigniew Malecki - reżyser dźwięku (utwory: 2, 6, 7)
- Piotr Swadźba - asystent reżysera (wszystkie utwory oprócz: 2, 6, 7)